# Jezebel’s Tower
Jezebel's Tower ist eine deutsche Rockband, die von 1992 bis 2003 bestand.

## Werdegang
Ab Juni 1994 wurde der Titel You are always on my mind regelmäßig bei Radio Regenbogen gespielt und kam auf Anhieb auf den 1. Platz der Hörerhitparade. Es folgten Auftritte bei den großen Radio-Regenbogen-Partys vor insgesamt 30.000 Zuschauern.
Im Oktober 1995 trat Jezebel's Tower beim Skip-Rock-Festival in Bukarest im Vorprogramm von Iron Maiden auf.
Für Rüdiger Rudolf übernahm Andy Wurm die Keyboards. Michael Wiesner wurde zunächst durch Rainer Schönfelder, dann durch Ralf Jung und schließlich durch Matze Wurm ersetzt.
Im März 2021 haben sich einige ehemalige Bandmitglieder wieder zusammengefunden, mit dem Ziel alte und noch nicht veröffentlichte Songs neu einzuspielen und bei einigen Streaming-Anbietern anzubieten.

## Diskografie
- Like every mother's son (CD 1994)
- You will leave me tonight (MCD 1995)
- Live (CD 1996)
- Devil in my eyes (MCD 1998)
- Selling the wind (CD 1999)